# 줄리언 카사블랑카스
줄리언 페르난도 카사블랑카스(Julian Fernando Casablancas, 1978년 8월 23일 ~ )는 미국의 음악가이다. 그는 록 밴드 스트록스의 리드 보컬이다.